# Махиня, Николай Борисович
Николай Борисович Махиня (укр. Микола Борисович Махиня; 17 ноября [30 ноября] 1912, Канев, Киевская губерния, Российская империя — 15 марта 1990, Киев, Украинская ССР, СССР) — советский футболист и тренер, Заслуженный мастер спорта СССР (1946), Заслуженный тренер УССР (1962). Отличник физической культуры (1954).
Автор первого гола ФК «Динамо» (Киев) в чемпионатах СССР.

## Футбольная биография

### Карьера игрока
В футбол Николай Махиня начинал играть с 1927 года, в киевских клубных командах «Райкомвода». В 1932 году перешёл в киевское «Динамо». Помимо игр за динамовский коллектив, в 1935 году, в составе команды УПВО (Управление пограничной и внутренней охраны), принимал участие в матчах на первенство Киева.
Весной 1936 года стартовал первый клубный чемпионат СССР. Свой дебютный поединок киевские динамовцы сыграли 24 мая, против одноклубников из Москвы. Матч закончился крупным поражением украинской команды со счётом 1:5. Свой единственный гол киевляне забили лишь на 80-й минуте, отличился Махиня, став автором первого в истории команды гола в чемпионатах СССР. Следующие игры динамовцы Киева провели гораздо увереннее, в итоге завоевав серебряные медали. Во втором чемпионате страны, киевляне выступили менее удачно, заняв 6 место, а Махиня с 4 забитыми голами стал лучшим среди бомбардиров в своей команде. В сезоне 1937 года, форвард со своими партнёрами стали бронзовыми медалистами чемпионата. С августа стал играть на позиции защитника. В новом для себя амплуа, отличался самоотверженной и неуступчивой игрой. В 1937 и 1938 годах становился в составе обладателем Кубка УССР, по итогам сезона 1938 года вошёл в список «55 лучших футболистов СССР». В 1937 году, в составе киевского «Динамо», участвовал в матче против совершавшей турне по СССР сборной Басконии.
В 1934—1940 годах был игроком сборной Киева, сыграл пять поединков на первенство СССР среди команд городов в 1935 году. В 1934—1939 годах, входил в состав сборной УССР, участвовал в победном матче команды республики против сборной клубов Турции в 1934 году и в двух победных матчах, против той же турецкой команды в 1936 году. Так же участвовал в турне сборной УССР по Бельгии и Франции, где летом 1935 года, в одном из матчей с профессиональным клубом «Ред Стар», украинцы одержали сенсационную победу со счётом 6:1.
В сезоне 1941 года защитник, годом ранее ставший мастером спорта СССР, успел принять участие в 9 поединках. С началом Великой Отечественной войны принимал участие в обороне Киева. Позже, за проявленную отвагу и мужество был награждён орденом Отечественной войны II степени. После отступления советских войск, в июне 1942 года направлен в Казань, где до апреля 1943 года был игроком местной динамовской команды. В мае — июне 1943 года в составе московских динамовцев, после чего направлен в Харьков, где в послевоенном городе налаживал футбольное хозяйство. В 1944 году возвратился в Киев, был играющим тренером и капитаном родного «Динамо», окончательно повесив бутсы на гвоздь лишь в 1947 году. В 1946 году Николаю Махине было присвоено почётное звание Заслуженного мастера спорта СССР (23.07.1946 — знак № 359).

### Карьера тренера и преподавателя
В 1944 году взялся за возрождение киевского «Динамо», в один из самых сложных периодов в его истории. Команду практически пришлось создавать заново. Был её игроком и старшим тренером. Приняв «Динамо» в возрасте 31 года, Махиня стал самым молодым тренером в истории команды. Уже в 1944 году динамовцы завоевали свой первый трофей в послевоенный период, победив в розыгрыше Кубка УССР. В чемпионате СССР в качестве наставника Махиня так и не сыграл, став единственным тренером киевского «Динамо», не участвовавшем в чемпионате страны. Под его руководством киевляне провели лишь один официальный поединок на Кубок СССР против московского «Спартака», в котором уступили в дополнительное время 1:2, а также сыграли более 20 товарищеских матчей. Перед началом первого послевоенного чемпионата СССР, в апреле 1945 года, его на посту старшего тренера сменил Лев Корчебоков. На протяжении двух с половиной лет продолжал выступать за динамовцев в качестве футболиста.
С 1947 года тренировал армейскую команду Киева ОДО (Окружной дом офицеров), с которой стал чемпионом Вооружённых сил СССР, а в 1949 и 1951 годах привёл команду к победам в чемпионате УССР.
В 1954 году принимал участие в создании киевской ФШМ (Футбольной школы молодёжи), где стал её первым директором и старшим тренером. В 1959—1961 годах снова работал с армейскими командами Киева, после чего стал тренировать сборную Украинской ССР глухонемых, дважды побеждая с ней в первенствах СССР среди футболистов с ограниченным слухом. В 1962 году удостоен звания заслуженного тренера УССР.
С 1961 по 1979 год на преподавательской работе — ассистент, преподаватель и доцент кафедры физвоспитания Киевского института инженеров гражданской авиации.

## Достижения

### Игрока
- Серебряный призёр чемпионата СССР: (1936 весна)
- Бронзовый призёр чемпионата СССР: (1937)
- Чемпион Украинской ССР: (1936)
- Обладатель Кубка Украинской ССР: (1937), (1938), (1944), (1946), (1947)
- В списках «55 лучших»: (№ 4—1938)

### Тренера
- Чемпион Вооружённых сил СССР: (1950)
- Чемпион Украинской ССР: (1949), (1951)
- Победитель первенства СССР среди глухонемых: (1961), (1962)